# Parajelenségek: Szellemdimenzió
A Parajelenségek: Szellemdimenzió (eredeti cím: Paranormal Activity: The Ghost Dimension) 2015-ben bemutatott amerikai horrorfilm, amelyet Gregory Plotkin rendezett. A Parajelenségek-filmek ötödik része.
A forgatókönyvet Adam Black, Andrew Deutschman, Adam Robitel, Gavin Heffernan, Brantley Aufill és Jason Harry Pagan írta. A producerei Jason Blum és Oren Peli, A főszerepekben Chris J. Murray, Brit Shaw, Dan Gill, Ivy George és Olivia Taylor Dudley láthatók. A film gyártója a Blumhouse Productions, forgalmazója a Paramount Pictures.
Az Amerikai Egyesült Államokban 2015. október 23-án mutatták be a mozikban, Magyarországon 2016. június 10-én az HBO vetítette.

## Cselekmény
A Fleeges család új életet akar kezdeni lányuk egy évvel korábbi elvesztése után, ezért New Yorkból a kaliforniai Palo Altóba költöznek. Ryan, a családapa számítógépes játékfejlesztő, ezért nagyon rugalmas a munkájában, és a családanya, Emily is örül az új otthonnak. A megmaradt lány, Leila azonban nem tudja, mit kezdjen a költözéssel. Ryan bátyja, Mike is csatlakozik a családhoz, és velük együtt költözik Kaliforniába.
Nem sokkal a költözés után azonban természetfeletti jelenségek kezdik zavarni az amúgy is traumával küzdő családot. Hamarosan rájönnek, valami nem stimmel az új otthonukban, ezért elhatározzák, hogy videókamerák segítségével a kísértetjárásnak a végére járnak.

## Szereplők
| Szereplő     | Színész                    | Magyar hang       |
| ------------ | -------------------------- | ----------------- |
| Ryan Fleege  | Chris J. Murray            | Szabó Máté        |
| Emily Fleege | Brit Shaw                  | Nemes Takách Kata |
| Mike Fleege  | Dan Gill                   | Szatory Dávid     |
| Leila Fleege | Ivy George                 | Szűcs Anna Viola  |
| Skyler       | Olivia Taylor Dudley       | Kis-Kovács Luca   |
| Todd atya    | Michael Krawic             | Varga T. József   |
| Katie        | Chloe Csengery             | Vida Sára         |
| Kristi       | Jessica Tyler Brown        | Gyarmati Laura    |
| Lois nagyi   | Hallie Foote               | Farkas Zita       |
| Dennis       | Christopher Nicholas Smith | Király Adrián     |
| Julie        | Lauren Bittner             | Mohácsi Nóra      |